# Ami Rolder
Anna Maria (Ami) Rolder, född 5 november 1953 i Storkyrkoförsamlingen, Stockholm, är en svensk skådespelare.
Rolder debuterade 1974 i ungdomskortfilmen Tillsammans är vi starka. 1981 medverkade hon i dåvarande partnern Christer Dahls långfilm Sista budet i rollen som Mona. Samarbetet dem emellan fördjupades i 1984 års Äntligen!, till vilken de skrev manuset tillsammans. Rolder spelade även huvudrollen som Vita/Maria. Arbetet med filmen var dock så påfrestande att Dahls och Rolders relation avslutades. 1984 medverkade Rolder även i Colin Nutleys TV-serie Annika – en kärlekshistoria. Därefter följde ett ganska långt uppehåll från filmen innan hon 2004 medverkade i kortfilmen Vid sjöars sumpiga stränder i inlandet. 2009 spelade hon sjukhuschef i Wallander – Hämnden.
Utöver film och TV har Rolder varit verksam inom Teater Narren och Mittiprickteatern.

## Filmografi
- 1974 – Tillsammans är vi starka
- 1981 – Sista budet
- 1984 – Äntligen!
- 1984 – Annika – en kärlekshistoria (TV-serie)
- 2004 – Vid sjöars sumpiga stränder i inlandet
- 2009 – Wallander – Hämnden